# Padova
Padova (italijansko Padova, beneško Pàdova) je mesto in občina na severovzhodu Italije v deželi Benečiji z 206.000 prebivalci. Je sedež istoimenske pokrajine in ekonomsko in prometno središče območja. Leži ob reki Bacchiglione, približno 40 km zahodno od Benetk. Je tudi gospodarsko in komunikacijsko središče tega območja. Mesto je včasih z Benetkami in Trevisom vključeno v metropolitansko območje Padova-Treviso-Benetke (PATREVE) s približno 2.600.000 prebivalci.
Reka Brenta, ki je nekoč tekla skozi mesto, se še vedno dotika severnih okrajev. Leži na kmetijskem območju Beneška nižine (Pianura Veneta). Jugozahodno od mesta leži gričevje Colli Euganei, ki ga hvalijo Lucan in Marcial, Francesco Petrarca, Ugo Foscolo in Shelley.
Mesto je slikovito, z gosto mrežo arkadnih ulic, ki se odpirajo v velike komunalne trge (piazze), in številnimi mostovi, ki prečkajo različne krake reke Bacchiglione, ki so nekoč kot jarki obdajali starodavno obzidje.
Sveti Anton Padovanski, portugalski frančiškan, je del svojega življenja preživel v mestu in tam umrl leta 1231. V mestu je Univerza, ustanovljena leta 1222, kjer je bil med leti 1592 in 1610 predavatelj Galileo Galilei.
V mesto je postavljenih večina dejanj Shakespearove komedije Ukročena trmoglavka. Obstaja igra irskega pisatelja Oscarja Wilda z naslovom Vojvodinja Padovanska.
Po vrnitvi v domovino je mesto obiskal tudi prvi češkoslovaški predsednik Tomáš Garrigue Masaryk, kjer se je srečal s kraljem Viktorjem Emanuelom III. in 16. decembra leta 1918 prisostvoval paradi češkoslovaške legije v Italiji.

## Etimologija
Prvotni pomen rimskega imena Patavium je negotov. Morda je povezano s starodavnim imenom reke Pad, (Padus). Poleg tega se lahko koren v indoevropskem jeziku nanaša na široko odprto ravnico v nasprotju s bližnjimi griči. (V latinščini je ta koren prisoten v besedi patera, kar pomeni 'plošča', in glagol patere pomeni 'odpreti'.) Pripona -av (najdemo jo tudi v imenu rek, kot sta Timavus in Tiliaventum), je verjetno beneškega izvora, natančno kaže na prisotnost reke, ki je v primeru Padove Brenta. Končnica -ium pomeni prisotnost vasi, ki so se združile.

## Zgodovina

### Antika
Padova trdi, da je najstarejše mesto v severni Italiji. Po tradiciji, vsaj iz časov Virgilove Eneide in Livijevega Ab Urbe Condita, je Padovo ustanovil okoli leta 1183 pr. n. št. trojanski kralj Antenor.
Po padcu Troje je Antenor vodil skupino Trojancev in njihovih paflagonskih zaveznikov, Enetov ali Venetov, ki so izgubili svojega kralja Pilamena, da bi naselili Evgansko ravnico v Italiji. Tako so, ko so leta 1274 ekshumirali velik starodavni kamniti sarkofag, uradniki srednjeveške komune ostanke razglasili za Antenorjeve. V bližini groba je napis domačega humanističnega učenjaka Lovata Lovatija:
 Ta grob, izkopan iz marmorja, vsebuje truplo plemenitega Antenorja, ki je zapustil svojo državo, vodil Enete in Trojance, pregnan v Evgansko in ustanovil Padovo.
Vendar pa novejši testi kažejo, da so bili grobovi datirani med 4. in 3. stoletje pred našim štetjem. Kljub temu arheološki ostanki potrjujejo zgodnji datum za ustanovitev središča mesta med 11. in 10. stoletjem pred našim štetjem. Do 5. stoletja pred našim štetjem se je Padova dvigala na bregovih reke Brenta, ki se je v rimski dobi imenovala Medoacus Maior in verjetno do leta 589 n. št. tekla poti današnji reki  Bacchiglione (Retrone). Padova je bila eno glavnih središč Venetov.
Rimski zgodovinar Livij beleži poskus invazije špartanskega kralja Kleonima okoli leta 302 pr. n. št. Špartanci so prišli po reki, a so jih Veneti v pomorski bitki premagali in se odrekli ideji o osvajanju. Še pozneje so Padovanski Veneti uspešno odvrnili invazije Etruščanov in Galcev. Po Liviju in Siliju Italiku so Veneti, vključno s Padovo, do leta 226 pr. n. št. sklenili zavezništvo z Rimljani proti njihovim skupnim sovražnikom, najprej Galcem, nato Kartažanom. Možje iz Padove so se borili in umrli poleg Rimljanov v bitki pri Kanah.
Z razširitvijo Rima proti severu se je Padova postopoma asimilirala v Rimsko republiko. Leta 175 pred našim štetjem je Padova zaprosila Rim za pomoč pri zatiranju lokalne državljanske vojne. Leta 91 pred našim štetjem se je Padova skupaj z drugimi venetskimi mesti borila z Rimom proti upornikom v tako imenovani socialni vojni. Okoli leta 49 (ali 45 ali 43) pr. n. št. je Padova postala rimski municipij pod Lex Julia Municipalis in njeni državljani, pripisani rimskemu plemenu Fabia. Takrat je bilo prebivalcev mesta morda 40.000. Mesto je slovelo po odlični pasmi konj in volni svojih ovac. Pesnik Marcial v resnici pripomni na debelino tunike. Konec 1. stoletja pred našim štetjem je bila Padova najpomembnejše mesto v Italiji zunaj Rima.
Mesto je postalo tako močno, da je bilo domnevno sposobno organizirati dvesto tisoč borcev. Kljub bogastvu pa je mesto slovelo tudi po svoji preprosti maniri in strogi morali. Ta skrb z moralo se odraža v Livijevi Rimski zgodovini (ali Ab Urbe Condita –' Od ustanovitve mesta'  - XLIII.13.2), kjer prikazuje vzpon Rima in prevlado kot utemeljenost na moralni pravičnosti in disciplini. Še pozneje pa Plinij, ki se sklicuje na babico svojih padovanskih zaščitnikov, Sarrano Procula, jo hvali kot bolj pokončno in disciplinirano kot katerikoli od njenih strogih sodržavljanov (Epist. I.xiv.6). Padova je cesarstvu zagotavljala tudi vidne intelektualce. Abano je bil rojstni kraj, po mnogih letih, preživetih v Rimu, pa kraj smrti Tita Livija, za čigar latinščino je kritik Asinij Pollio rekel, da je izdal svoje Patavinitas (q.v. Quintilian, Inst. Or. Viii.i.3).
Padova je bila tudi rojstni kraj Trazea Pet, rimskega politika in filozofa iz obdobja Julijsko-Klavdijske dinastije, zgodovinarja Kvinta Asconija Pediana in morda pesnika Gaja Valerija Flaka.
Krščanstvo je v Padovo in večji del Benečije uvedel sveti Prosdocim. Spoštovan je kot prvi škof v mestu. Njegov diakon, iz judovstva spreobrnjeni Daniel, je tudi svetnik zavetnik mesta.

### Pozna antika
Zgodovina Padove v pozni antiki sledi poteku dogodkov, ki so skupni večini mest severovzhodne Italije. Padova je trpela zaradi invazije Hunov, leta 450 pa jo je grobo opustošil Atila. Za dolga leta zatem je padla pod nadzor gotskih kraljev Odoakerja in Teoderika Velikega. Za krajši čas je leta 540 mesto prevzelo Bizantinsko cesarstvo. Vendar je sledila depopulacija zaradi kuge in vojne. Mesto so spet zasedli Goti pod Totilo, pod vzhodno cesarstvo jih je vrnil šele Narzes, a je leta 568 padlo pod nadzor Langobardov. V teh letih so mnogi Padovanci iskali varnost na podeželju in zlasti v bližnjih lagunah današnjih Benetk. Leta 601 se je mesto dvignilo v uporu proti Agilulfu, lombardskemu kralju, ki je mesto oblegal. Po 12-letnem krvavem obleganju so Langobardi naskočili in požgali mesto. Veliko starodavnih artefaktov in zgradb je bilo resno poškodovanih. Mesto si ni zlahka opomoglo od tega udarca in Padova je bila še vedno šibka, ko so Franki nasledili Langobarde kot gospodarji severne Italije.

### Frankovska in škofovska nadvlada
Na zboru v Aix-la-Chapelle (828) sta bili vojvodstvo in marka Furlanija, v katerem je ležala Padova, razdeljeni na štiri okraje, od katerih je en prevzela naziv mesta Padova.
Konec zgodnjega srednjega veka, to je leta 899 so Padovo opustošili Madžari. Veliko let je trajalo preden si je Padova opomogla od tega pustošenja.
V obdobju episkopske nadvlade nad mesti severne Italije se zdi, da Padova ni bila niti zelo pomembna niti zelo aktivna. Splošna tendenca njene politike skozi celotno investiturno vojno je bila cesarska (gibellini) in ne rimska (gvelfi) in njeni škofje so bili večinoma iz nemškega.

### Pojav komune
Pod površjem se je odvijalo več pomembnih gibanj, ki naj bi izoblikovali poznejši razvoj Padove.
V začetku 11. stoletja so državljani ustanovili upravo, sestavljeno iz splošnega sveta ali zakonodajne skupščine ter credenza ali izvršni organ.
V naslednjem stoletju so bili vpleteni v vojne z Benetkami in Vicenzo zaradi pravice do vodne poti na rekah  Bacchiglione in Brenta. Mesto je raslo v moči in samozavesti in leta 1138 je bila vlada zaupana dvema konzuloma
Začele so nastajati velike družine Camposampiero, Este in Da Romano in si med seboj razdelile okrožje Padove. Državljani so morali zaradi zaščite svoboščin leta 1178 izvoliti podeštat. Njihova izbira je najprej padla na družino Este.
Leta 1174 je Padovo opustošil požar. Za to je bila potrebna obnova mesta.
Začasni uspeh Lombardske lige je pomagal okrepiti mesto, vendar ga je državljansko ljubosumje kmalu spet oslabilo. V letih 1214–1216 je bila Padova vpletena v spopad z Benetkami, ki ga je izgubila. Leta 1236 je imel Friderik II., sveti rimski cesar, nekaj težav pri ustanovitvi svojega vikarja Ezzelina III. da Romana v Padovi in sosednjih mestih, kjer je izvajal grozljive surovosti nad prebivalcev. Ezzelino je bil odstavljen junija 1256 brez prelivanja krvi, zahvaljujoč papežu Aleksandru IV..
Padova je takrat uživala v obdobju miru in blaginje: začela se je graditi bazilika; postali so gospodarji Vicenze. Leta 1222 je bila ustanovljena Univerza v Padovi (druga univerza v Italiji po Bologni) in ko je cvetela v 13. stoletju, je Padova prehitela Bologno, kjer ni bilo vloženega truda za širitev oživljanja klasičnih običajev onkraj področja sodne prakse , da bi postala središče zgodnjih humanističnih raziskav , s poznavanjem rimskih pesnikov iz prve roke, kar je bilo brez primere v Italiji ali zunaj Alp.
Toda napredek Padove v 13. stoletju je končno komuno spravil v konflikt s Can Grande I. della Scala, veronskim gospodom. Leta 1311 je Padova morala popustiti Veronskim Skaligerijem.
Jacopo I. da Carrara je bil leta 1318 izvoljen za gospodarja Padove, v tistem trenutku je imelo mesto 40.000 prebivalcev. Od takrat do leta 1405 je devet članov zmerno razsvetljene družine Carraresi, med njimi Ubertino, Jacopo II. in Francesco il Vecchio, nasledilo drug drugega kot gospodarji mesta, z izjemo kratkega obdobja Scaligerijev (pravilno družina Della Scala) med letoma 1328 in 1337 in dveh let (1388–1390), ko je mesto imel Gian Galeazzo Visconti. Obdobje Carraresijev je bilo dolgo obdobje nemirov, saj so bili Carraresi nenehno v vojni. Pod vladavino Carraresijev so bili zgodnji humanistični krogi na univerzi dejansko razpuščeni: Albertino Mussato, prvi sodobni pesniški lavreat, je umrl v izgnanstvu v Chioggia leta 1329, morebitni naslednik padovanske tradicije pa je bil Toskanec Petrarka.
Leta 1387 je John Hawkwood (ok. 1323–1394 je bil angleški vojak, ki je bil v Italiji kot vodja plačancev ali kondotier) zmagal v bitki pri Castagnaroju za Padovo, proti Giovanniju Ordelaffu, za Verono. Obdobje Carraresijev se je končalo, ko je moč Viscontijev in Benetk postajala vse pomembnejša.

### Beneška vladavina
Padova je prišla pod oblast Beneške republike leta 1405 in večinoma tako ostala vse do padca republike leta 1797.
Bilo je le kratko obdobje, ko je mesto med vojnami Kambrejske lige zamenjalo gospodarje (leta 1509). 10. decembra 1508 so predstavniki Papeštva, Francije, Svetega rimskega cesarstva in Ferdinand V. sklenili Kambrejsko ligo proti republiki. Sporazum je predvideval popolno razčlenitev ozemlja Benetk v Italiji in delitev med podpisniki: sveti rimski cesar Maksimilijan I. Habsburški naj bi poleg Verone in drugih ozemelj dobil še Padovo. Leta 1509 so cesarski podporniki le nekaj tednov držali Padovo. Beneške čete so si hitro opomogle in med obleganjem so cesarske čete uspešno branile Padovo.
Mesto sta vodila dva beneška plemiča, podeštat za civilne zadeve in kapitan za vojaške zadeve. Vsak je bil izvoljen za šestnajst mesecev. Pod temi guvernerji so veliki in mali sveti še naprej opravljali občinske zadeve in izvrševali padovansko zakonodajo, ki je bila vsebovana v statutih 1276 in 1362. Zakladnico sta vodila dva komornika; vsakih pet let so Padovčani poslali enega od svojih plemičev, da bi živel kot nuncij v Benetkah in spremljal interese rodnega mesta.
Benetke so Padovo utrdile z novim obzidjem, zgrajenim med 1507 in 1544, in nizom monumentalnih vrat.

### Avstrijska vladavina
Leta 1797 se je Beneška republika se je končala s Campoformijskim mirom, Padova pa je bila tako kot večji del Benečije prepuščena Habsburžanom. Leta 1806 je mesto prešlo pod francosko odvisno Italijansko kraljestvo vse do padca Napoleona leta 1814, ko je mesto postalo del novoustanovljenega Lombardsko-beneškega kraljestva, kot del Avstrijskega cesarstva.
Avstrijska vladavina je bila s progresivnimi krogi v severni Italiji nepriljubljena, toda občutki prebivalstva (od spodnjih do višjih slojev) do cesarstva so bili mešani. V Padovi je v letu revolucij 1848 prišlo do študentskega upora, ki je 8. februarja Univerzo in Caffè Pedrocchi spremenil v bojišče, v katerem so se študentje in navadni Padovčani borili drug ob drugem. Upor je bil sicer kratkotrajen in v Avstrijskem cesarstvu ni bilo drugih epizod nemirov, kot v Benetkah ali drugih delih Italije; nasprotniki Avstrije pa so bili prisiljeni v izgnanstvo.
Pod avstrijsko vladavino je Padova začela svoj industrijski razvoj; ena prvih italijanskih železniških prog, Padova-Benetke, je bila zgrajena leta 1845.
Leta 1866 je bitka pri Königgrätzu dala Italiji možnost, da kot zaveznica Prusije prevzame Benečijo, Padova pa je bila pripojena k nedavno ustanovljeni Kraljevini Italiji.

### Italijanska vladavina
Dodana Italiji med letoma 1866, Padova je bila v središču najrevnejšega območja Severne Italije, kot Benečija do 1960-ih. Kljub temu je mesto v naslednjih desetletjih cvetelo gospodarsko in družbeno, razvijalo je svojo industrijo, predstavljalo pomemben kmetijski trg in bilo z univerzo zelo pomembno kulturno in tehnološko središče. Mesto je gostilo tudi glavno vojaško poveljstvo in številne polke.

### 20. stoletje
Ko je Italija 24. maja 1915 vstopila v prvo svetovno vojno, je bila za glavno poveljstvo italijanske vojske izbrana Padova. Kralj Viktor Emanuel III. in vrhovni poveljnik Cadorna sta se med vojno odpravila živet v Padovo. Po porazu Italije v bitki pri Kobaridu jeseni 1917 je bila fronta na reki Piave. To je bilo le 50–60 km od Padove in mesto je bilo zdaj v dosegu avstrijske topništva. Vendar se italijansko vojaško poveljstvo ni umaknilo. Mesto so večkrat bombardirali. Nepomemben podvig je bil let Gabriele D'Annunzia na Dunaj z bližnjega zračnega polja gradu San Pelagio.
Leto pozneje so grožnjo Padovi odstranili. Konec oktobra 1918 je italijanska vojska dobila odločilno bitko pri Vittorio Venetu in avstrijske sile so propadle. Premirje je bilo podpisano v Vili Giusti v Padovi 3. novembra 1918.
Po vrnitvi v domovino je prvi češkoslovaški predsednik Tomáš Garrigue Masaryk obiskal tudi Padovo, kjer je spoznal italijanskega kralja Viktorja Emanuela III. in 16. decembra 1918 v Italiji izvedel parado češkoslovaške legije.
Med vojno je industrija hitro rasla in to je Padovi dalo osnovo za nadaljnji povojni razvoj. V letih takoj po prvi svetovni vojni se je Padova razvijala zunaj zgodovinskega mesta, povečevalo in rastlo je  prebivalstvo, četudi so takrat divjali delavski in družbeni nemiri.
Tako kot na mnogih drugih območjih v Italiji je tudi Padova doživela velike družbene pretrese v letih takoj po prvi svetovni vojni. Mesto so pretresale stavke in spopadi, tovarne in polja so bili pod okupacijo, vojni veterani pa so se borili, da bi ponovno vstopili v civilno življenje. Mnogi so podprli nov politični način, fašizem. Tako kot v drugih delih Italije je tudi nacionalna fašistična stranka v Padovi kmalu postala zagovornica premoženja in reda pred revolucijo. Mesto je bilo tudi mesto enega največjih fašističnih množičnih shodov, na katerem se je po poročanju Benita Mussolinija udeležilo približno 300.000 ljudi.
V mestu so nastale nove stavbe v značilni fašistični arhitekturi. Primere danes najdemo v stavbah, ki obdajajo Piazza Spalato (danes Piazza Insurrezione), železniški postaji, novem delu mestne hiše in delu palače Bo, ki gosti univerzo.
Po porazu Italije v drugi svetovni vojni 8. septembra 1943 je Padova postala del Italijanske socialne republike, marionetne države nacističnih okupatorjev. Mesto je gostilo ministrstvo za javno poučevanje nove države, pa tudi poveljstvo vojske in milice ter vojaško letališče. Resistenza, italijanski partizani, je bila zelo aktivna tako proti novi fašistični vladavini kot nad nacisti. Eden glavnih voditeljev Resistenze na tem območju je bil univerzitetni vicekancelar Concetto Marchesi.
Od decembra 1943 do konca vojne so Padovo 24-krat bombardirala zavezniška letala; najtežje akcije so bile 16. in 30. decembra 1943 (od katerih je vsaka povzročila 300 žrtev), 7. februarja 1944 (300 žrtev), 11. marca 1944 (več kot 300 ton bomb je padlo iz 111 bombnikov), 22. in 23. marca 1944, 20. aprila 1944 (180 žrtev), 22. februarja in 12. marca 1945. Najbolj prizadeta območja so bila železniška postaja (cilj večine napadov) in severno okrožje Arcella, kjer je bilo uničenih 96 % vseh stavb; skupno je bilo uničenih 950 domov in 1400 poškodovanih. Med enim od teh bombnih napadov je bila uničena cerkev Eremitani s freskami Andrea Mantegna, ki jih nekateri umetnostni zgodovinarji smatrajo za največjo italijansko kulturno izgubo v vojnem času. Tudi stolnica in Univerza sta utrpeli škodo. Približno 2000 prebivalcev Padove je bilo ubitih.
26. aprila 1945 so partizani začeli dokončno vstajo proti Nemcem in fašistom; v poznejših bojih je bilo ubitih 224 partizanov in 497 Nemcev. 5000 nemških vojakov, vključno trije generali, se je predalo partizanom v Padovi in še približno 10.000 v okolici; 28. aprila so v mesto vstopile novozelandske čete (2. novozelandska divizija) britanske osme armade. [19] [20] Na zahodnem delu mesta je majhno grobišče Commonwealtha, ki spominja na žrtve teh čet.
Po vojni se je mesto hitro razvijalo, kar je odražalo dvig Benečije iz najrevnejše regije v severni Italiji v eno najbogatejših in ekonomsko najbolj aktivnih regij sodobne Italije.

## Geografija
Padova se nahaja na vzhodnem koncu Padske nižine, približno 10 km severno od Evganejskega gričevja in približno 20 km zahodno od Beneške lagune. Občinsko območje se razprostira na 93 km² in je v celoti ravno, prečkajo ga različne vodne poti, ki so mestu skozi stoletja dajale obliko in zaščito.
Mesto stoji na zemljišču, sestavljenem iz drobnih in svilnato peščenih materialov, gramozne usedline pa so redke. Razporeditev različnih stratigrafskih nivojev je zelo pogosta zaradi pogostih razpršitev in sprememb, ki so jih v zadnjih geoloških obdobjih oblikovali tokovi njenih rek. Na zahodu mesta, na podeželju okrožja Montà, so jasno vidne različne paleo-struge reke Brenta.
Mesto se je rodilo in razvilo v porečjih rek Brenta in Bacchiglione, kar je močno vplivalo na urbano tkivo.
V preteklosti so bile te vodne poti temelj za mestno gospodarstvo, zlasti zaradi številnih mlinov in zaradi njihove komercialne funkcije, drugič, da so mesto povezale z bližnjimi Benetkami in drugimi središči pokrajine Padova. Poleg tega so kanali že dolgo veljavno dopolnilo mestnih utrdbenih del. Rečna inženirska dela, ki so skozi stoletja sledila druga drugemu, zlasti na pobudo Vodne uprave Beneške republike, so omogočila zmanjšanje tveganja poplav, ki vplivajo na mestno tkivo mesta; zadnja večja dela pa segajo v 19. stoletje. Trenutno zapleten sistem povezav in zapor med mestnimi kanali lahko upravlja in odvaja celo pomembne poplavne valove, brez resnih nevarnosti za mesto. Ogrožena območja, le ob poplavah izjemne velikosti, sta jugovzhodno območje Terranegra (katerega ime izhaja iz poplav, ki mu je bilo v preteklih stoletjih pogosto podvrženo) in jugozahodno območje Paltana..
Po podatkih iz leta 2005 se mesto Padova lahko pohvali z 2.512.945 m² javnih zelenih površin, od tega 1.680.939 m² opremljenega zelenja (vključno z otroškimi igrali za otroke, kolesarskimi stezami, večnamenskimi polji itd.), kar ustreza 11,91 m² zelenja na prebivalca in 2,69 % občinske površine. Leta 2006 je Padova osvojila prvo nagrado La città per il verde, ki je bila podeljena ob dogodku Euroflora 2006 v Genovi.
Med zelenimi površinami izstopajo Botanični vrt, območje Unescova dediščina in Park Treves de Bonfili, ki ga je oblikoval Giuseppe Jappelli.

## Znamenitosti
- Kapela Scrovegni (italijansko: Cappella degli Scrovegni) je najbolj vidna znamenitost Padove. V njej je cikel fresk, ki jih je leta 1305 zaključil Giotto.[18] Naročil jo je bogati bankir Enrico degli Scrovegni kot zasebno kapelo, ki je bila nekoč pritrjena na palačo njegove družine. Imenujejo ga tudi Arena kapela, ker stoji na mestu nekdanje rimske arene. Cikel fresk podrobno opisuje življenje Device Marije in mnogi so ga prepoznali kot enega najpomembnejših fresko ciklov na svetu zaradi njegove vloge v razvoju evropskega slikarstva. Vključuje tudi eno najzgodnejših predstav poljuba v zgodovini umetnosti (Srečanje pri Zlatih vratih, 1305). Vstop v kapelo zahteva obsežno pripravo, saj vključuje porabo 15 minut pred vstopom v klimatiziran prostor, ki je zaklenjen, in se uporablja za stabilizacijo temperature med zunanjim svetom in notranjostjo kapele. To je namenjeno zaščiti fresk pred vlago in plesnijo.
- Palazzo della Ragione s svojo veliko dvorano v zgornjem nadstropju slovi po največji strehi, ki je podprta s stebri v Evropi; dvorana je skoraj pravokotna, dolga je 81,5 m, široka 27 m in visoka 24 m; stene so prekrite z alegoričnimi freskami; stavba stoji na lokih, zgornje nadstropje pa obdaja odprta loža, za razliko od tiste, ki obdaja baziliko v Vicenzi. Palazzo se je začel graditi leta 1172, končal pa leta 1219. Leta 1306 je Fra Giovanni, avguštinski brat, pokril celoto z eno streho. Prvotno so bile tri strehe, ki so segale v tri sobe, v katere je bila dvorana sprva razdeljena; notranje pregradne stene so ostale do požara leta 1420, ko so jih odstranili beneški arhitekti, ki so se lotili restavriranja, vse tri prostore pa spremenili v eno in oblikovali današnjo veliko dvorano, Salone. Nov prostor sta prenovila Nicolo' Miretto in Stefano da Ferrara, ki sta delala od leta 1425 do 1440. Pod veliko dvorano je stoletni trg.
- Na Piazza dei Signori je loža, imenovana Gran Guardia (1493–1526), blizu pa je Palazzo del Capitaniato, rezidenca beneških glavarjev, s svojimi velikimi vrati, delo Giovannija Marije Falconetta, veronskega arhitekta - kiparja, ki je v Padovo uvedel renesančno arhitekturo in je vrata dokončal leta 1532. Falconetto je bil arhitekt vrtne lože Alvise Cornaro (Loggia Cornaro), prve v celoti renesančne stavbe v Padovi.[19] V bližini stoji stolnica, preurejena leta 1552 po Michelangelovem načrtu. Vsebuje dela Nicolòja Semitecola, Francesca Bassana in Giorgia Schiavona. V bližnji krstilnici, posvečeni leta 1281, je najpomembnejši cikel fresk Giusto de 'Menabuoija.

- Teatro Verdi je gostitelj predstav oper, mjuzikalov, iger, baletov in koncertov.
- Najbolj slavna padovanska cerkev je bazilika Antona Padovanskega (Basilica di Sant'Antonio da Padova), lokalno znana kot Il Santo. Kosti svetnika počivajo v kapeli, bogato okrašeni z izrezljanim marmorjem, delo različnih umetnikov, med njimi Sansovina in Falconetta. Bazilika se je začela graditi okoli leta 1230, dokončala pa v naslednjem stoletju. Tradicija pravi, da je zgradbo zasnoval Nicola Pisano. Pokriva jo sedem kupol, od katerih sta dve piramidalni. Obstajajo tudi štirje križni hodniki. Zvonik ima osem zvonov.
- Donatellov konjeniški kip beneškega generala Gattamelata (Erasmo da Narni) najdemo na trgu pred baziliko Antona Padovanskega. Ulit je bil leta 1453 in je bil prvi bronasti konjeniški kip v naravni velikosti že od antike. Navdihnila ga je konjeniška skulptura Marka Avrelija na Kapitolskem griču v Rimu.
- Nedaleč od prej omenjenega kipa sta oratorij svetega Jurija (13. stoletje), s freskami Altichiera in Scuola di S. Antonio (16. stoletje), s Tizianovimi freskami.
- Eden najbolj znanih simbolov Padove je Prato della Valle, eliptični trg s površino 90.000 m2. Je med  največjimi v Evropi. V središču je širok vrt, obdan z ovalnim kanalom, z 78 kipi, ki prikazujejo znane meščane. Ustvaril ga je Andrea Memmo v poznem 18. stoletju. Memmo je nekoč bival v monumentalnem Palazzo Angeli iz 15. stoletja, v katerem je zdaj muzej Precinema.
- Samostan svete Justine in bazilika. V 15. stoletju je postal eden najpomembnejših samostanov na tem območju, dokler ga ni leta 1810 Napoleon ukinil. Leta 1919 so ga ponovno odprli. V notranjosti je več grobov svetnikov, med katerimi so tudi Justin, sv. Prosdocimus, sveti Maksim, sveti Urij, sv. Felicita, sv. Julijan, pa tudi relikvije apostola svetega Mateja in evangelista sv. Luke. Tu je nekaj umetniški del, vključno Mučeništvo svetega Justina Paola Veronesa. Kompleks je bil ustanovljen v 5. stoletju na grobu istoimenske svetnice Justine. Zvonik ima osem zvonov.
- Cerkev puščavnikov (Chiesa degli Eremitani) je avguštinska cerkev iz 13. stoletja, vsebuje grobnico Jacopa (1324) in Ubertinella da Carrara (1345), gospodarjev Padove, ter kapelo SS Jamesa in Christopherja, ki so jo krasile Mantegnove freske. To so zavezniki v veliki meri uničili v drugi svetovni vojni, saj je bila zraven nacističnega štaba. V stari samostanski cerkvi je zdaj muzej, Musei Civici di Padova (mestni arheološki in umetniški muzej). Zdaj je znana tudi po tem, da meji na Kapelo Scrovegni s freskami Giotta.
- Cerkev Santa Sofia je verjetno najstarejša cerkev Padove. Kripto so začeli graditi beneški obrtniki v poznem 10. stoletju. Ima tloris bazilike z romansko-gotsko notranjostjo in bizantinskimi elementi. Apsida je bila zgrajena v 12. stoletju. Zdi se, da se zgradba zaradi mehkega terena rahlo nagiba.

- Cerkev San Gaetano (1574–1586) je zasnoval Vincenzo Scamozzi na nenavaden osmerokotni tloris. Notranjost, okrašena z barvnim marmorjem, ima tudi Madono z otrokom avtorja Andrea Briosca v Nanto kamnu.
- Baročna sinagoga iz 16. stoletja
- V središču zgodovinskega mesta, v stavbi Palazzo del Bò, je središče Univerze
- Mestna hiša, imenovana Palazzo Moroni, katere stene pokrivajo imena padovanskih mrtvih v različnih vojnah Italije in se drži Palazzo della Ragione;
- Caffé Pedrocchi, ki jo je leta 1831 zgradil arhitekt Giuseppe Jappelli v neoklasicističnem slogu z egipčanskim vplivom. Ta kavarna je odprta že skoraj dve stoletji. Gosti muzej Risorgimento in bližnjo zgradbo Pedrocchino ("mali Pedrocchi") v neogotskem slogu.
- Središče mesta je obkroženo z 11 km dolgim mestnim obzidjem, ki so ga zgradili v začetku 16. stoletja arhitekti, med njimi Michel Sanmicheli. Samo nekaj ruševin je ostalo od notranjih delov iz 13. stoletja  skupaj z dvojimi vrati. Obstaja tudi grad, Castello. Njegov glavni stolp je bil spremenjen med letoma 1767 in 1777 v astronomski observatorij, znan kot Specola. Druge stavbe so bile v 19. in 20. stoletju uporabljene kot zapori. Zdaj se obnavljajo.
- Ponte San Lorenzo, rimski most, ki je večinoma pod zemljo, skupaj s starodavnimi Ponte Molino, Ponte Altinate, Ponte Corvo in Ponte S. Matteo.

### Vile
V soseskah Padove so številne plemenitaške vile. Med njimi:
- Villa Molin v okrožju Mandria, ki jo je leta 1597 zasnoval Vincenzo Scamozzi.
- Villa Mandriola (17. stoletje), v kraju Albignasego
- Vila Pacchierotti-Trst (17. stoletje), v Limeni
- Vila Cittadella-Vigodarzere (19. stoletje), na Saonari
- Vila Selvatico da Porto (15. – 18. stoletje), na Vigonzi
- Villa Loredan, pri Sant'Urbano
- Vila Contarini pri Piazzola sul Brenta, ki jo je leta 1546 zgradil Andrea Palladio in se je v naslednjih stoletjih razširila, je najpomembnejša.

### Cerkve
Zgodovinsko jedro Padove vključuje številne cerkve pomembne arhitekturno in umetnostno. Med njimi:
- bazilika svetega Antona Padovanskega, zgrajena 1235.
- San Clemente, zgrajena 1190.
- Santa Croce, zgrajena 1737.
- San Daniele, končana 1076.
- Cerkev puščavnikov, zgrajena 1276.
- San Francesco, posvečena leta 1430.
- Cerkev San Gaetano, zgrajena 1574–1576.
- Samostan svete Justine. Prva cerkev je bila zgrajena leta 520, razširjena leta 1050.
- Katedrala Marijinega vnebovzetja svete Marije, katedrala Padova je četrta zgradba na tem mestu, zgrajena leta 1551.
- Santa Maria dei Servi, posvečena leta 1511.
- Kapela Scrovegni, posvečen leta 1305.
- Cerkev svete Sofije, 10. stoletje
- Oratorij svetega Jurija, zgrajen 1376 - 1377

## Galerija
- Ta tempera, dva kristjana pred sodniki, visi v mestni stolnici.
- Loža "Gran Guardia"
- Prato della Valle (detajl)
- Loža Amulea, kot se vidi iz Prato della Valle
- Torre degli Anziani kot se vidi iz Piazza della Frutta
- Astronomska ura iz Piazza dei Signori

## Kultura
Padova je bila dolgo priznana po svoji univerzi, ustanovljeni leta 1222. Pod beneško vladavino je univerzo upravljal odbor treh patricijev, imenovan Riformatori dello Studio di Padova. Seznam pomembnih profesorjev in alumnijev je dolg, vsebujejo pa med drugim imena Bembo, Sperone Speroni, anatom Andreas Vesalius, Nikolaj Kopernik, Gabriele Fallopius, Fabrizio d'Acquapendente, Galileo Galilei, William Harvey, Pietro Pomponazzi, Reginald Pole, pozneje kardinal, Scaliger, Torquato Tasso in Jan Zamoyski. Leta 1678 je Elena Lucrezia Cornaro Piscopia postala prva ženska na svetu, ki je diplomirala na univerzi. Na univerzi je najstarejše gledališče anatomije, zgrajeno leta 1594.
Na univerzi je tudi najstarejši botanični vrt (1545) na svetu. Botanični vrt v Padovi (Orto Botanico di Padova) je bil ustanovljen kot vrt zdravilnih zelišč, priključen na medicinsko fakulteto univerze. Še vedno vsebuje pomembno zbirko redkih rastlin.
Mesto Padove v zgodovini umetnosti je skoraj tako pomembno kot mesto v zgodovini učenja. Prisotnost univerze je privabila številne ugledne umetnike, kot so Giotto, fra Filippo Lippi in Donatello; za domačo umetnost pa je obstajala šola Francesca Squarcioneja, od koder je izšel Andrea Mantegna.
Padova je tudi rojstno mesto slavnega arhitekta Andrea Palladia, čigar vile iz 16. stoletja na območju Padove, Benetk, Vicenze in Trevisa so med najpomembnejšimi v Italiji in so jih pogosto kopirali v 18. in 19. stoletju in Giovannija Battista Belzonija, pustolovca, inženirja in egiptologa.
Kipar Antonio Canova je v Padovi ustvaril svoje prvo delo, eno od njih je med kipi na Prato della Valle (trenutno je kopija razstavljena na prostem, original pa v Musei Civici).
Antonianum je med Prato della Valle, baziliko svetega Antona in Botaničnim vrtom. Zgradili so ga leta 1897 jezuitski očetje in ga ohranili do leta 2002. Med drugo svetovno vojno je pod vodstvom P. Messorija Roncaglia SJ postal središče odporniškega gibanja proti nacistom. Na kratko preživel smrt P. Messorija, jezuiti so ga leta 2004 prodali.
Padova je tudi gostitelj večine filma Ukročena trmoglavka Williama Shakespearea in v Mnogo hrupa za nič je Benedick imenovan kot »gospod Benedick iz Padove«.
Paolo De Poli, slikar in emajler, avtor dekorativnih plošč in oblikovalskih predmetov, 15-krat vabljen na Beneški bienale, se je rodil v Padovi. V Padovi se je rodila tudi elektronska glasbenica Tying Tiffany.

## Gospodarstvo
Industrijsko območje Padove je nastalo na vzhodnem delu mesta leta 1946; zdaj je ena največjih industrijskih con v Evropi s površino 11 milijonov kvadratnih metrov. Tu ima sedež 1300 podjetij, v katerih je zaposlenih 50.000 ljudi. V industrijski coni sta dve železniški postaji, eno rečno pristanišče, trije tovornjakarski terminali, dva izhoda na avtocesto in veliko povezanih storitev, kot so hoteli, pošte in usmeritveni centri.

## Pobratena mesta
Padova je pobratena z:
- Nancy, Francija, od 1964
- Freiburg im Breisgau, Nemčija, od 1967
- Boston, ZDA, od 1983
- Handan, Kitajska, od 1988
- Iaşi, Romunija, od 1995
- Beira, Mozambik, od 1995
- Coimbra, Portugalska, od 1998
- Zadar, Hrvaška, od 2003
- Oxford, Anglija, Združeno kraljestvo, od 2019

## Pomembni prebivalci
- Tit Livij (59 pr. n. št. – 17. N. št.), zgodovinar.
- Anton Padovanski (1195–1231), frančiškanski duhovnik, svetnik in cerkveni doktor.
- Francesco Zabarella (1360–1417), kardinal in kanonik.
- Meir Katzenellenbogen (1482–1565), glavni rabin Padove, pristojen za Talmudične in rabinske zadeve.
- Ruzzante (1496–1542), pisatelj, dramatik in igralec.
- Andrea Palladio (1508–1580), arhitekt.
- Jacopo Zabarella (1533–1589), profesor filozofije in znanosti.
- Giovanni Antonio Magini (1555–1617), astronom, astrolog, kartograf in matematik.
- Tiziano Aspetti (1557–1606), kipar.
- Galileo Galilei (1564–1642), fizik, matematik, astronom in filozof, oče moderne znanosti.
- Stefano Landi (1586–1639), skladatelj.
- Moses Chayyim Catalan (d. 1661), judovsko-italijanski pesnik.
- Bartolomeo Cristofori (1655–1731), izumitelj klavirja
- Giovanni Battista Morgagni (1682–1771), anatom, oče moderne anatomske patologije
- Giuseppe Tartini (1692–1770), skladatelj, violinist in glasbeni teoretik.
- Giovanni Benedetto Platti (možno 1697–1763), oboist in skladatelj.
- Giovanni Battista Belzoni (1778–1823), Raziskovalec in arheolog
- Ippolito Nievo (1831–1861), pisatelj.